# 韦尔纳萨勒
韦尔纳萨勒（法語：Vernassal，法語發音：[vɛʁnasal]）是法国上卢瓦尔省的一个市镇，属于勒皮区。

## 地理
韦尔纳萨勒（45°8'57"N, 3°42'10"E）面积19.23 平方千米，位于法国奥弗涅-罗讷-阿尔卑斯大区上盧瓦爾省，该省份为法国中南部省份，北起多姆山省和卢瓦尔省，西接康塔爾省，南至洛泽尔省，东临阿尔代什省。
与韦尔纳萨勒接壤的市镇（或旧市镇、城区）包括：阿莱格尔、塞欧达莱格尔、菲克斯圣热内、利萨克、瓦泽耶-利芒德尔。

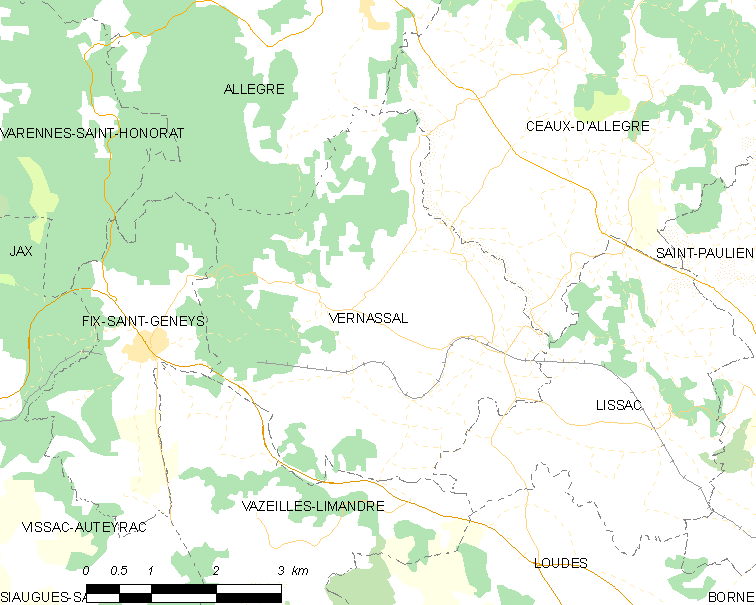
韦尔纳萨勒的OSM定位图

韦尔纳萨勒的时区为UTC+01:00、UTC+02:00（夏令时）。

## 行政
韦尔纳萨勒的邮政编码为43270，INSEE市镇编码为43259。

## 政治
韦尔纳萨勒所属的省级选区为圣波利安县。

## 人口

1962-2008年间韦尔纳萨勒人口变化图示

韦尔纳萨勒于2022年1月1日时的人口数量为363人。